# Медведица-госпожа
Медведица-госпожа или медведица-девочка (лат. Callimorpha dominula) — бабочка из семейства медведиц.

## Описание
Размах крыльев 45—55 мм. Передние крылья бабочки синевато-чёрные, с небольшими белыми, жёлтыми либо бело-жёлтыми пятнами неправильной формы, размер и расположение которых может варьировать. Задние крылья красного, оранжевого или жёлтого цвета, с чёрными, иногда большими и сливающимися пятнами вдоль края. Грудь черно-зелёная, по ней проходят две продольные жёлтые полоски. Брюшко красное, с чёрной полосой посредине. В отличие от других медведиц, имеет развитый ротовой аппарат.

## Вариабельность
Кроме часто встречающейся формы с красными крыльями, встречается и жёлтая форма f. flava.

## Подвиды

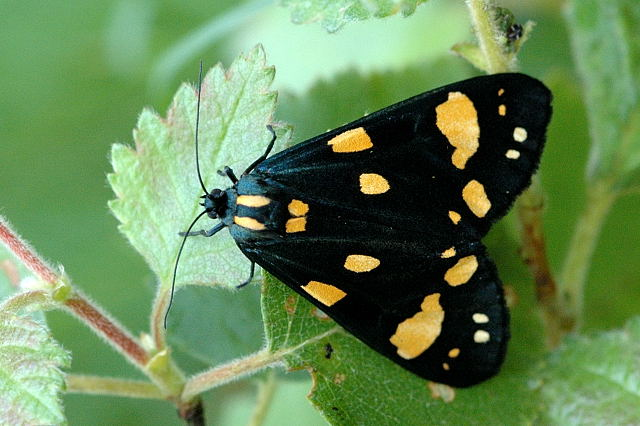
Жёлтая форма f. flava

- Callimorpha dominula dominula (Прибалтика, Украина, Молдавия, Западная Россия, Европа кроме юга и севера)
- Callimorpha dominula lusitanica (Португалия)
- Callimorpha dominula pompalis (Южные альпийские долины)
- Callimorpha dominula persona (Италия, районы южнее Альп)
- Callimorpha dominula trinacriae (Сицилия)
- Callimorpha dominula profuga (Балканы, Западная Турция)
- Callimorpha dominula rossica (Кавказ, Закавказье, Северо-Западный Иран)
- Callimorpha dominula philippsi (Азербайджан (Талыш), Северный Иран, Южный Туркменистан)
- Callimorpha dominula kurdistanica (Юго-Восточная Турция, предположительно Северный Ирак)

## Местообитания
Поляны и вырубки широколиственных лесов, поляны, кустарниковые заросли, разнотравные склоны, поймы рек, овраги. Предпочитает влажные открытые места.

## Время лёта
Середина июня — конец июля. Имаго активны преимущественно в ночное время, днем держатся тенистых местах или питаются на цветках.

## Размножение

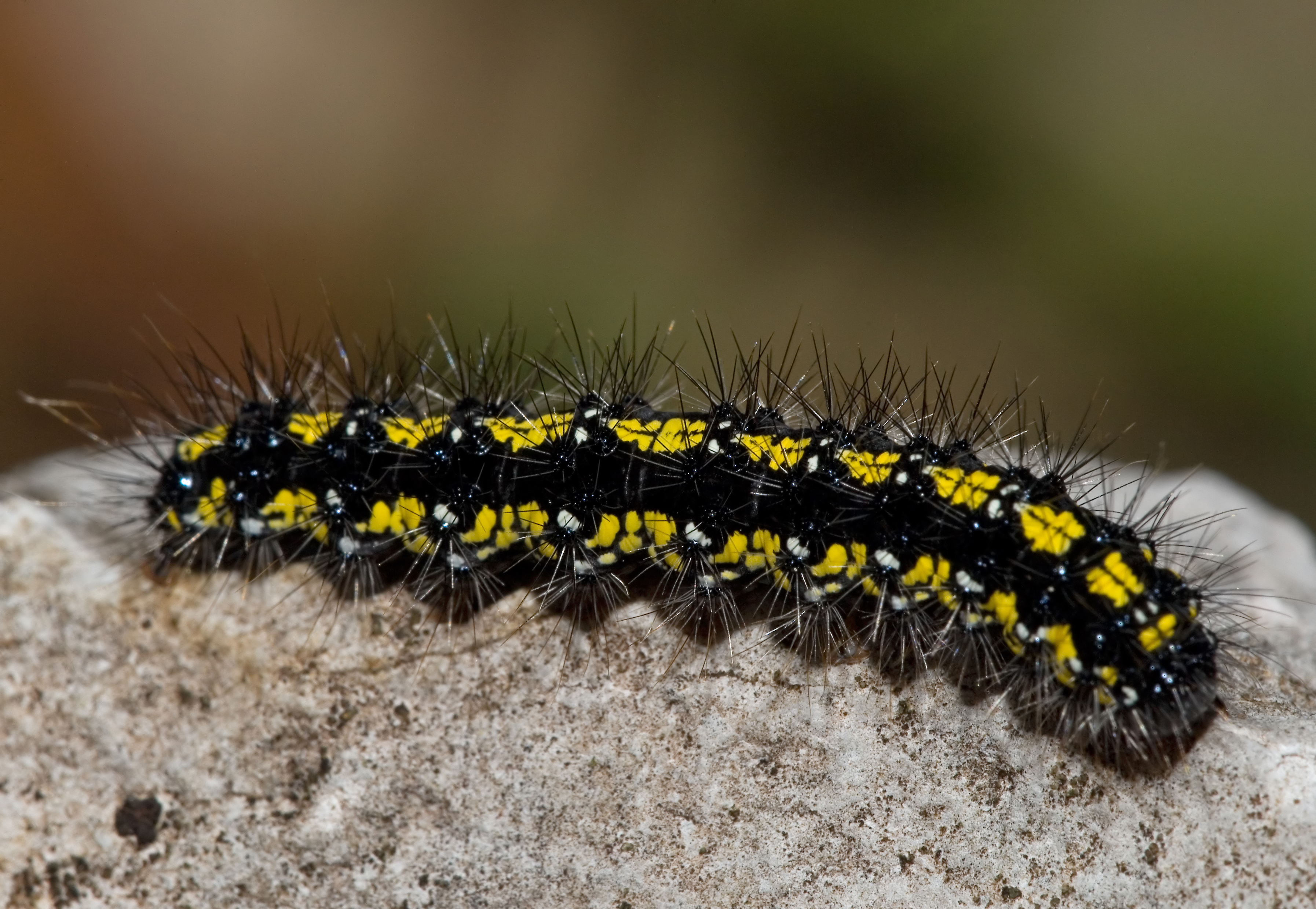
гусеница

Гусеница чёрно-синяя, с жёлтыми полосками и пятнами на спине и боках. Кормовые растения гусениц: крапива, крапива двудомная, крапива глухая, яснотка, незабудка, лютик, герань, лабазник (таволга), реже — ива,жимолость, малина, тополь,ежевика, земляника. Зимует гусеница. Окукливание весной, куколка на почве.

## Охрана
Была занесена в Красную книгу СССР (1984).
Занесена в красную книгу Украины.
- Бабочка года в Германии в 2010 году.